# 윤석민 (1964년)
윤석민(尹碩珉, 1964년 10월 9일~)은 대한민국의 기업인이며 현재 SBS 미디어그룹 부회장이자 태영건설 부회장을 맡고 있다. 서울특별시 출생이다.

## 학력
- 1964년 10월 9일 서울출생
- 1983년 서울 휘문고등학교 졸업
- 1987년 서울대학교 화학공학과 학사
- 1989년 서울대학교 대학원 화학공학 석사
- 1994년 미국 하버드대학교 경영대학원 경영학 석사(M.B.A.)

## 경력
- 1989년 3월~1996년 11월: 태영 기획담당 이사
- 1996년 11월~1998년 3월: 서울방송 기획조정실장 이사대우
- 1998년 3월~1998년 8월: 서울방송 경영심의실장 이사대우
- 1998년 8월~1998년 11월: 서울방송 기획편성본부장 이사대우
- 1999년 1월~2000년 2월: 태영 회장특별보좌역 상무이사
- 2000년 3월~2007년 4월: SBSi 대표이사
- 2004년 3월~2008년 3월: 태영건설(주)사장
- 2004년 3월~2008년 3월: 태영인더스트리(주)사장
- 2007년 4월~2008년 3월: SBSi 이사회 의장
- 2008년 3월: SBSi 이사회의장 부회장
- 2008년 3월~2019년 3월: 태영건설 대표이사 부회장
- 2008년 3월: 태영인더스트리 대표이사 부회장
- 2008년 11월~2020년 11월: 국립중앙박물관회 이사
- 국립중앙박물관회 부회장
- 2009년 2월~2017년 9월: SBS 미디어홀딩스 부회장
- 2011년 9월~2013년 9월: 서울대학교 미술관 운영위원회 위원
- 2012년 4월~2015년 4월: 세계박물관회(WFFM) 부회장
- 2013년 4월~2013년 11월: 제19대 대한스키협회 회장
- SBS미디어그룹 부회장
- 2016년 3월~2017년 9월: SBS 이사회의장
- 2016년 3월~2017년 9월: SBS콘텐츠허브 이사회의장
- 2019년 3월~2023년 12월: 태영그룹 회장
- 서울대학교 총동창회 상임부회장
- 2020년 11월~: 국립중앙박물관회 부회장
- 2022년 2월~2026년 2월: 서울대학교 이사

## 상훈
- 2004년 세계경제포럼 '영 글로벌 리더' 선정
- 2004년 세계경제포럼 '아시아 차세대 지도자' 선정

## 가족 관계
- 아버지:윤세영(태영그룹 회장)

| 전임 변탁 | 제19대 대한스키협회 회장 2013년 4월~2013년 11월 | 후임 신동빈 |